# Augusto Rosa
Augusto Rosa (auch Agostino Rosa, * 11. Juli 1738 in Rom; † 2. April 1784 in Rom) war ein italienischer Architekt, der sich auf die Herstellung von Korkmodellen spezialisiert hatte. Er war ein Nachkomme des Malers Salvator Rosa und bewohnte dessen Haus in der Via Gregoriana in Rom. Er soll 1772 oder zwischen 1780 und 1790 die Phelloplastik (Korkbildnerei) erfunden haben. Möglicherweise haben aber auch andere Künstler in dieser Zeit eine solche Idee verwirklicht, so waren unter anderem Giovanni Altieri (belegt 1766/67–1790) und Antonio Chichi (1743–1816) als Hersteller von Korkmodellen in Rom tätig.
Bisher ist nur ein von Rosa signiertes Korkmodell nachgewiesen, ein Modell des sogenannten Poseidon-Tempels in Paestum im Musée d’Archéologie Nationale in Saint-Germain-en-Laye. Die erforderlichen Aufmaße fertigte Rosa selbst 1777 während einer gemeinsamen Reise mit Giovanni Battista Piranesi an.